# Babacar Sidibé
Babacar Sidibé (ur. 25 maja 1936) – senegalski judoka. Olimpijczyk z Monachium 1972, gdzie zajął osiemnaste miejsce w wadze półśredniej.

## Letnie Igrzyska Olimpijskie 1972
| Konkurencja | Eliminacje           | Klas. końcowa |
| Konkurencja | Przeciwnik I         | Miejsce       |
| ----------- | -------------------- | ------------- |
| 70 kg       | Raúl Foullon (MEX) P | 18.           |